# Joseph Kavaruganda
Joseph Kavaruganda (* 8. Mai 1935 in Tare, Ruanda; † 7. April 1994 in Kigali) war Präsident des ruandischen Verfassungsgerichts und als liberaler Hutu Gegner der rassistischen Propaganda gegen die Ethnie der Tutsi im Vorfeld des Völkermordes in Ruanda. Er wurde zu Beginn des Völkermordes getötet.

## Leben
Geboren in der Stadt Tare im Rusiga-Sektor des Rulindo-Distrikts in Ruanda, besuchte er die Grundschule in seinem Heimatdorf. Anschließend ging er auf die Kigali Junior Seminary Schule, bevor er in Belgien Jura studierte, wo er 1966 mit einem PhD abschloss. 1967 kehrte er nach Ruanda zurück und wurde Präsident der Caisse d’Epargne einer Kredit- und Sparkasse.
1974 wurde er Generalstaatsanwalt und 1980 Präsident des ruandischen Verfassungsgerichts.
Da er die Anfang der 1990er Jahre immer mehr verschärfte Anti-Tutsi-Propaganda (vgl. Völkermord in Ruanda) ablehnte, war er wiederholten Anfeindungen ausgesetzt. So scheiterte bereits im September 1991 ein Attentat auf ihn. Am 21. Februar 1994 wurden in seinem Büro Akten entwendet, wofür Kavaruganda Mitglieder der Coalition de la Défense de la République (CDR) verantwortlich machte. Ebenso wurde ihm mehrfach, so von Seiten der MRND-Parteimiliz Interahamwe, seine Ermordung angedroht. Für den Mord an Justizminister Christian Munyameza machte er die Präsidentengarde verantwortlich, deren Gefährlichkeit er in einem Schreiben an Präsident Juvénal Habyarimana betonte. Im Februar 1994 wurde er aufgrund der Befürchtung, auf ihn könnte ein Attentat verübt werden, von UNO-Blauhelmen beschützt.
Am Abend des 6. April 1994 erfuhr Kavaruganda durch ein Telefonat mit seinem Sohn in Brüssel vom Tod des Präsidenten bei einem Flugzeugabsturz. Als er von der Anwesenheit der Präsidentengarde in seinem Viertel in Kigali erfuhr, bat er ein Kontingent der UNAMIR um Hilfe, wurde jedoch von der Präsidentengarde verhaftet und am folgenden Tag während des als Reaktion auf den Tod Habyarimanas erfolgenden Genozids als liberaler Hutu ermordet.